# 高橋種昭
髙橋 種昭（たかはし たねあき、1929年10月13日 - 2021年10月22日）は、日本の児童福祉学者・教育者。
1956年立教大学大学院文学研究科児童福祉専攻修了。同年社会福祉法人母子愛育会愛育研究所に勤務、子どもの発達相談、母子福祉の研究調査に携わる。1976年淑徳短期大学社会福祉学科教授、1983年日本女子大学家政学部児童学科教授。1997年群馬社会福祉大学教授。日本児童学会名誉会員、日本子ども家庭総合研究所客員研究員。

## 著書
- 『困った子・心配な子 幼児のしつけ専科』日本小児医事出版社 小児医学新書　1965
- 『困った子 幼児の問題行動』ひかりのくに コレクションファミリエ 1974
- 『困った子の指導』チャイルド本社 新保育実践指導シリーズ 1990
- 『カウンセリングによる育児支援 保育現場における』家政教育社 2005
- 『新時代の児童福祉が目指すもの 新児童福祉論』家政教育社 2005

### 共編著
- 『ママの育児ぶり診断』高橋悦二郎共著 主婦と生活社 ファミリーブックス　1963
- 『小児の情緒障害』内藤寿七郎監修 松島富之助共編 医学書院 1970
- 『まちがいだらけのママ 子どもからの訴え』高野陽共著 日新報道 1970
- 『家族の発達 新しい家族関係論を目ざして』小嶋謙四郎,古沢頼雄共編 同文書院 1975
- 『養護原理』共著 医歯薬出版 保育講座 1978
- 『児童福祉』共著 医歯薬出版 保育講座 1979
- 『社会福祉施設実践講座 3 施設処遇と社会資源 施設処遇の社会化をめざして』畠山竜郎共編 東京書籍 1985
- 『新乳幼児心理学』日名子太郎共編 同文書院 1986
- 『児童福祉』滝口桂子,宇都栄子,須永進,坂本健共著 朝倉書店 日本女子大学家政学シリーズ 1993
- 『父性の発達 新しい家族づくり』共著 家政教育社 1994
- 『最新育児学』第4版　内藤寿七郎編 宮崎叶,松島富之助,我妻尭,高橋悦二郎,沢田啓司共著 同文書院 1995
- 『お父さん出番ですよ! 父親のための育児読本』監修・執筆 荒堀憲二,岡本暁,須永進指導・執筆 母子衛生研究会 企画・編集 母子保健事業団 1997(第8刷)
- 『育児不安 相談事例集』編著 栄光教育文化研究所 ヤングママ・パパの「いきいき」子ども学シリーズ　1998
- 『小児栄養子どもの栄養と食生活』第4版 高野陽,大江秀夫,水野清子,竹内恵子,佐藤加代子共著 医歯薬出版 2005
- 『子どもの食と栄養 健康と食べることの基本』第5版 髙野陽,大江秀夫,水野清子,竹内恵子,佐藤加代子,清野富久江,加藤忠明共著 医歯薬出版 2013

### 翻訳
- L.B.エイムズ,C.ジレスピーほか『ゲゼル研究所の幼児の行動発達の評価』赤津純子共訳 家政教育社 1987

## 論文
- Cinii